# Josef Umbach

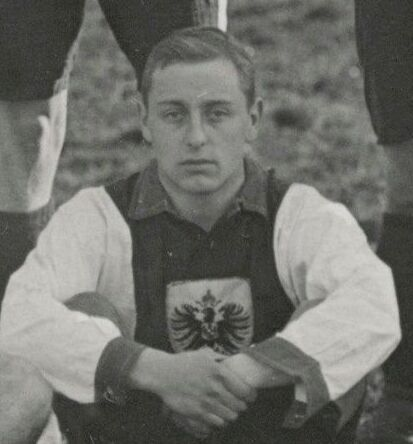
Josef Umbach (1910)

Josef Alphons Umbach (* 8. Dezember 1888 in München-Gladbach; † 30. September 1976 in Mönchengladbach) war ein deutscher Fußballspieler.

## Leben und Karriere
Der bereits als Jugendlicher in der ersten Mannschaft des FC München-Gladbach eingesetzte Josef Umbach kam im Jahre 1908 das erste Mal mit seiner Mannschaft in das Finale um die westdeutsche Meisterschaft. Am 12. April 1908 verlor München-Gladbach in Kleve mit 0:5 Toren gegen den Duisburger SpV. In der Saison 1908/09 gewann der FC aber das Finale mit 3:2 Toren nach Verlängerung gegen Preußen Duisburg und durfte deshalb an der Endrunde um die deutsche Fußballmeisterschaft 1909 teilnehmen. Am 2. Mai 1909 war in Duisburg der süddeutsche Vertreter Phönix Karlsruhe der Gegner. Die Mannen um Karl Wegele, Otto Reiser und Emil Oberle gewannen überlegen mit 5:0 das Spiel gegen die Mannschaft von Josef Umbach, der auf Halblinks nichts gegen die Karlsruher Defensive ausrichten konnte. Phönix gewann 1909 die deutsche Meisterschaft. Ab der Runde 1909/10 nahm FC München-Gladbach an den Spielen der Zehnerliga West teil und kam hinter dem Meister Duisburger SV zur Vizemeisterschaft. In der Runde 1911/12 stand der FC nochmals im westdeutschen Finale, verlor aber mit 2:4 Toren gegen den Cölner BC 01.
Der Stürmer des FC München-Gladbach wurde für das Länderspiel am 16. Oktober 1910 gegen die Niederlande in die Nationalmannschaft berufen. Das Spiel in Kleve ging knapp mit 1:2 verloren. Umbach selbst konnte sich nicht als Torschütze auszeichnen. Er bildete zusammen mit dem Linksaußen Richard Queck den linken Flügel. Das Spiel fand ohne Spieler aus Süddeutschland statt, wobei insbesondere die Akteure der beiden Karlsruher Vereine KFV (Max Breunig, Fritz Förderer, Gottfried Fuchs, Julius Hirsch, Ernst Hollstein) und Phönix (Oberle, Reiser, Wegele) als Verstärkungen der DFB-Mannschaft anzusehen gewesen wären.
Weitere Länderspiele absolvierte er nicht.
Von Beruf war er Kaufmann. Zum 1. April 1933 trat er der NSDAP bei (Mitgliedsnummer 1.706.357), er war für die Partei als Blockwart aktiv.